# Sint-Joris en Sint-Sebastiaanspoortjes
Sint-Joris- en Sint-Sebastiaanspoortjes zijn twee aparte poorten in het oude centrum van de Noord-Hollandse stad Hoorn. De poorten zijn voormalige toegangspoorten van de gelijknamige Doelen aan de Achterstraat, maar staan zelf aan de Achter de Vest. De poortjes staan gezamenlijk als één rijksmonument ingeschreven in het Rijksmonumentenregister.

## Geschiedenis
De poortjes zijn in 1638 gebouwd als toegangspoort voor de doelenvelden van de twee schutterijen in de stad Hoorn. In 1909 werd de muur tussen de poortjes vernieuwd. Het jaar erop werden ze gerestaureerd en ook grondig schoongemaakt. Hierdoor is niet met zekerheid te stellen of de beeldhouwwerken gekleurd zijn geweest, zoals wel het geval is met het gemeentewapen op beide poortjes. Na de restauratie werden de poortjes iets verplaatst om er zo ruimte tussen te maken, zodat op die plek een gymnastieklokaal gebouwd kon worden. Tijdens deze restauratie van de poortjes, werd de top van het Sint-Jorispoortje op de plek van die van het Sint-Sebastiaanspoortje geplaatst, hierdoor kreeg dat poortje twee jaartallen. Het beeldhouwwerk van het Sint-Sebastiaanspoortje werd toen ook geheel vernieuwd. Uitvoerend architect van deze restauratie was de gemeente-architect J.B. Faber. Dit is bij de restauratie in 1992 weer hersteld, zodat beide poortjes hun bouwjaar tonen. Nadat er een uitbouw rondom het gymnastieklokaal werd gemaakt, zijn de beide poortjes niet langer verbonden met het Doelenveld.

## Exterieur
Het jaartal van de bouw is in de bekroningen van beide poortjes opgenomen. In opzet zijn de poortjes vrijwel gelijk aan elkaar. De poortjes zijn in maniëristische stijl gebouwd. Ze bestaan beide uit dubbele houten deuren omlijst door natuursteen blokken (Bentheimer zandsteen) tussen bakstenen. De aanzet van de boog wordt gevormd door een natuurstenen blok met drie halve bollen. De sluitstenen bevatten elk een leeuwenkop met opengesperde bek. Boven de poorten staan natuursteen toppen met daarin voorstellingen van de heiligen, daarboven staat in beide toppen tussen gespiegelde S-voluten het stadswapen, zonder de rode schilhoudende eenhoorn. De hoorn is gepolychromeerd. Geheel bovenaan staat op een dekplaat een bol. Dit motief werd ook toegepast door Hendrick de Keyser en diens atelier. Het Sebastiaanspoortje staat ten westen van de gymnastiekzaal (vanaf de straat rechts van het gebouw) en het Sint-Jorispoortje staat ten oosten (links) van het gymnastieklokaal.
Sint-Sebastiaan staat tussen twee schutters en heeft links van hem het getal 16 en rechts het getal 38 staan. Hij staat met zijn rechterarm boven zijn hoofd vastgebonden aan de boom waar hij voor staat. Twee schutters staan aan weerszijden De beeldengroep staat bijna los van de achtergrond. De heilige wordt doorboord met pijlen, terwijl hij vastgebonden staat aan een paal.
De beeltenis van Sint-Joris staat in reliëf afgebeeld binnen een rechthoekig kader. De heilige zit geharnast te paard en doodt met zijn lans de draak die onder het paard ligt. Rechts van de heilige is een vrouw, de dochter van de koning met een schaap, zichtbaar en links van de heilige een deel van de stad Silena, met stadspoort. Aan weerszijden van de afbeelding staat een S-vormig voluut.